# 열역학 제3법칙
물리학에서 열역학 제3법칙(third law of thermodynamics)은 엔트로피의 기본적인 개념과 관련되는 내용으로 다음과 같이 기술된다.
절대 영도에서 계의 엔트로피는 0이 된다

## 내용
양자역학에 따르면 절대 영도에서 계는 반드시 최소의 에너지를 가지는 상태, 즉 바닥 상태에만 존재할 수 있다. 이러한 최소의 에너지를 가질 수 있는 상태가 한가지 뿐이라면 엔트로피는 0이 된다. 이보다 일반적인 표현으로는
절대 영도에서 계의 엔트로피는 상수가 된다

라고 기술되며 최소 에너지의 상태가 복수개로 존재할 때 이렇게 엔트로피는 상수로 수렴하게 된다. 이러한 상수값은 때론 계의 잔류 엔트로피라고 불린다. 유리는 잔류 엔트로피를 가지는 계의 대표적인 예시 중 하나이다.
또 다른 표현으로는 '유한한 단계의 과정으로 계가 절대 영도에 도달할 수 없다.'라는 표현이 있다.
모든 순물질의 완전 결정의 엔트로피는 절대 영도에서 제로인 것을 주장하는 법칙. 엔트로피 수치의 기준을 부여한다. 처음에 W. Nernst는 고상(固相)만이 관여하는 화학 반응에 수반되는 엔트로피 변화는 절대 영도에서 제로가 된다(네른스트의 열 정리)고 하였으나 M. Planck에 의해 일반화되었다.

## 같이 보기
- 엔트로피
- 절대 영도
- 양자역학
- 열역학